# Engenharia de minas

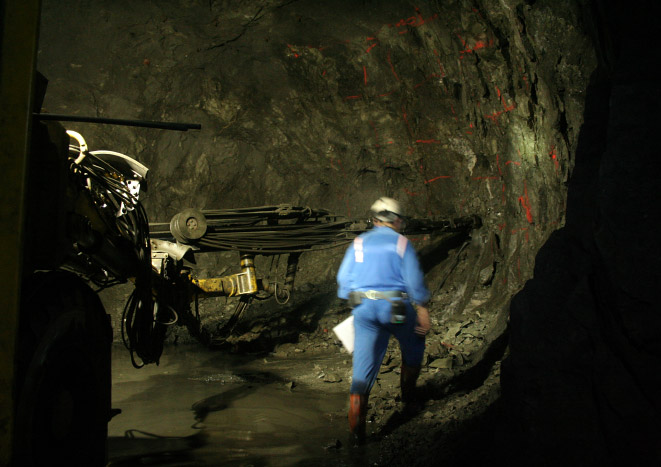
Engenharia de minas: exploração subterrânea de cobre e zinco, em Neves-Corvo, Portugal.

A engenharia de minas é o ramo da engenharia que se ocupa do aproveitamento dos recursos da Terra, especialmente através da exploração de minas, utilizando os conhecimentos de diversos ramos da ciência, particularmente os da geologia, da química e da física.
Entre outras áreas, a engenharia de minas intervém na pesquisa, prospeção e extração dos recursos minerais (incluindo minérios, águas minerais e hidrocarbonetos), na mineralogia e metalurgia, no tratamento e refinação de recursos minerais, na gestão do subsolo, construção de túneis e outros aspetos da engenharia subterrânea no âmbito da construção civil e na engenharia de combustíveis e explosivos.